# James Naismith
James Naismith (Almonte, 6 de novembro de 1861 - Lawrence, 28 de novembro de 1940) foi um professor de educação física canadense e inventor do basquetebol.
Naismith nasceu em Almonte, a 46Km de Ottawa, em 1861. Iniciou seus estudos em teologia em 1887, na Escola Presbiteriana de Teologia, onde consegue o título de pastor em 1890.  No outono de 1891, ele foi nomeado como instrutor por Luther Halsey Gulick Jr., chefe do Departamento de Educação Física da Associação Cristã de Moços (ACM), posteriormente chamada de Springfield College. Gulick pediu a Naismith e a outros instrutores que criassem jogos internos que poderiam substituir os exercícios utilizadas na escola durante o inverno rigoroso daquele ano, os exercícios que existiam até então eram considerados perigosos em alguns casos e mesmo entediantes. Naismith pensou num esporte com bola, que tivesse um alvo fixo, mas que fosse menos agressivo do que o futebol americano, para evitar atritos entre os estudantes. Imaginou um alvo que não ficasse no chão, para diferenciar-se do hóquei e o futebol. Foi então que Naismith inventou o  basquetebol. Sua invenção foi aperfeiçoada em 15 de janeiro de 1892, quando publicou as 13 regras para jogar basquetebol. No início pendurou um cesto de pêssegos a uma altura que julgou adequada, a 3,05 metros, altura que se mantém até hoje; já a quadra possuía, aproximadamente, metade do tamanho da atual.
Foi convidado pela Universidade do Kansas, no Kansas, para ser diretor da faculdade de Educação Física, mudando-se para Lawrence com a família em 1898. Em 1910 conseguiu o diploma de professor de educação física, foi designado Secretário da ACM e se mudou para Paris em 1917, onde residiu por 19 meses. Publicou o livro "Les bases de la vie saine".
Casou com Maude Sherman em 1894 e teve cinco filhos. Depois da morte de Maude, ocorrida em 1937, casou-se com Florence Kincade em 11 de junho de 1939, menos de seis meses antes de falecer por causa de uma hemorragia cerebral em 28 de novembro de 1939, aos 78 anos.
No ano de 1927 havia se tornado cidadão dos Estados Unidos.
É Naismith quem inicia o primeiro jogo de basquete nos Jogos Olímpicos de Verão de 1936, em Berlim, entre França e Estônia, além de entregar as primeiras medalhas olímpicas do desporto por ele criado.
O primeiro jogo oficial de basquete foi disputado em 1892, com regras bem diferentes das praticadas atualmente.
Para as mulheres, o basquete veio um ano mais tarde, iniciou em 1892. Naquela época, a professora de educação física do Smith College, Senda Berenson, fez algumas adaptações às regras criadas por James Naismith. A primeira partida se deu em 1896.

## Registro de coach principal
Em 1898, Naismith se tornou o primeiro treinador de basquete da Universidade do Kansas. Ele compilou um recorde de 55-60 e é ironicamente o único treinador perdedor na história do Kansas. Naismith está no início de uma enorme e prestigiosa árvore de treinamento, já que ele treinou o treinador do Hall da Fama do Naismith Memorial Basketball: Phog Allen, que treinou os treinadores do Hall da Fama: Dean Smith, Adolph Rupp e Ralph Miller, que treinaram futuros treinadores.